# إتيان ريتشارد
إتيان ريتشارد (بالفرنسية: Étienne Richard)‏ هو ملحن فرنسي، ولد في 1621 في باريس في فرنسا، وتوفي بنفس المكان في 1669.

## وصلات خارجية
- إتيان ريتشارد على موقع ميوزك برينز (الإنجليزية)
- إتيان ريتشارد على موقع ديسكوغز (الإنجليزية)